# 日本国憲法第71条
日本国憲法 第71条（にほんこく（にっぽんこく）けんぽう だい71じょう）は、日本国憲法の第5章「内閣」にある条文で、内閣総辞職後の内閣の職務について規定する。内閣総辞職後の内閣は、次の内閣総理大臣が任命されるまでは、引き続きその職務を行う。この内閣は職務執行内閣と呼ばれる。

## 条文
日本国憲法 - e-Gov法令検索

第七十一条前二条の場合には、内閣は、あらたに内閣総理大臣が任命されるまで引き続きその職務を行ふ。

## 沿革

### 大日本帝国憲法
なし

### GHQ草案
なし

### 憲法改正草案要綱
「憲法改正草案要綱」、国立国会図書館「日本国憲法の誕生」。

第六十七前記第六十五及第六十六ノ場合ニ於テハ内閣ハ新ニ内閣総理大臣ノ任命セラルル迄ノ間仍其ノ職務ヲ行フコト

### 憲法改正草案
「憲法改正草案」、国立国会図書館「日本国憲法の誕生」。

第六十七条前二条の場合には、内閣は、あらたに内閣総理大臣が任命されるまで引き続きその職務を行ふ。

## 関連条文
- 日本国憲法第69条 - 内閣不信任決議の効果
- 日本国憲法第70条 - 内閣総理大臣の欠缺・新国会の召集と内閣の総辞職